# Repulsion
Pour les articles homonymes, voir Répulsion.
Repulsion est un groupe de death metal et grindcore américain, originaire de Flint, dans le Michigan. Formé en 1985, il est généralement considéré comme le premier véritable groupe du genre. Son répertoire ne contient quasiment que des titres joués très rapidement, selon la technique maintenant banale du blast beat à la batterie. Ses influences principales étaient Slayer, la paire Hellhammer & Celtic Frost, Discharge et des groupes de heavy metal britanniques tels que Iron Maiden. 
Sa discographie d’origine se résume à quatre démos, dont la dernière, datant de l’été 1986, tout d’abord sortie sous le titre Slaughter of the Innocent, est rééditée sous la forme d'un album en 1989 sous celui d’Horrified. Le groupe se reforme alors et sort une ultime démo, Rebirth, dont Relapse Records extrait deux titres pour composer l'EP Excruciation, sorti en 1991. En 2008, Repulsion était toujours actif, puisqu’il a tourné aux États-Unis en 1re partie d'At the Gates (Suicidal Final Tour, tournée de quelques concerts).

## Biographie
Matt Olivo et Scott Carlson, accompagnés du bassiste Sean MacDonald, forment Tempter en 1984, un groupe de heavy metal qui reprend des chansons de groupes de la scène Bay Area thrash metal comme Slayer et Metallica. Le style musical du groupe s'oriente punk hardcore à l'arrivée de Phil Hines, du groupe local hardcore Dissonance, comme batteur. Ils empruntent plusieurs noms à commencer par Ultraviolence, puis Genocide avant d'enregistrer leur première démo en 1984. Pendant sa montée en popularité, Genocide ne parvient pas à stabiliser sa formation. 
En été 1985, Chuck Schuldiner, du groupe de death metal Death, invite Carlson et Olivo en Floride pour compléter la formation de Death. Ils quittent le groupe à cause de divergences créatives et reviennent à Flint en été, déterminés à reformer Genocide. Dave « Grave » Hollingshead est recruté comme batteur. En 1985, Genocide enregistre la démo Violent Death, avec Carlson à la basse. À la fin de 1985, Aaron Freeman est incité comme second guitariste. Avec cette nouvelle formation, Genocide enregistre pour la première fois en studio pour des chansons supposées être sur leur premier album The Stench of Burning Death. L’introduction du titre The Stench of Burning Death de Repulsion a souvent été reprise par Napalm Death pour annoncer son propre morceau Deceiver en concert. Scott Carlson joue de la basse pour le groupe Cathedral de 1992 à 1994.
En septembre 2003, ils annoncent la sortie d'un DVD de leur apparition au nightclub Machine Shop de Flint, le 20 décembre.
Au début de 2009, ils sont confirmés pour l'UK Deathfest le 3 mai. Le 9 janvier 2016, le groupe rend hommage à Ian « Lemmy » Kilmister de Motörhead en jouant leur chanson The Hammer lors du Show Your Scars Festival à Los Angeles, en Californie.

## Membres

### Membres actuels
- Scott Carlson - chant, basse (1986-1988, 1990-1993, depuis 2003)
- Matt Olivo - guitare (1986-1988, 1990-1993, depuis 2003)
- Chris Moore - batterie (depuis 2014)

### Anciens membres
- Aaron Freeman - guitare (1986-1988, 1990-1993, 2003-2005)
- Dave « Grave » Hollingshead - batterie (1986-1988, 1990-1993, 2003-2005)
- Col Jones - batterie (2005-2014)
- Tom « Fish » Perro - batterie (1986)
- Matt Harvey - guitare (2005-2008)
- Mike Beams - guitare (2008-2011)
- Marissa Martinez - guitare (2011-2013)

## Discographie
- 1989 : Horrified (Necrosis Records, réédité en 1992 puis en 2003 sur Relapse Records)
- 1991 : Excruciation (EP vinyle du groupe contenant deux des quatre titres de la démo Rebirth qui contenait quatre titres dont Excruciation  et Helga (Lost Her Head))

## Vidéographie
- 2004 : Necrothology (Vomitus Visions from the Vault) (DVD)